# Acacia continua
Acacia continua é uma espécie de leguminosa do gênero Acacia, pertencente à família Fabaceae.